# Melasina inarticulata
Melasina inarticulata är en fjärilsart som beskrevs av Edward Meyrick 1935. Melasina inarticulata ingår i släktet Melasina och familjen säckspinnare. Inga underarter finns listade i Catalogue of Life.